# Lago Oku
Il lago Oku è un lago craterico situato nell'Altopiano Occidentale, nella Regione del Nordovest del Camerun, in Africa Occidentale. È situato a 2219 m di altezza sul Monte Oku ed è completamente circondato da una foresta nebulosa.

## Caratteristiche
Il lago è situato in un cratere di esplosione formatosi nell'ultima fase di sviluppo del Massiccio dell'Oku, un grande campo vulcanico con un diametro di circa 100 km. Il Monte Oku è uno stratovulcano alto 3011 m slm. 
Il lago è al centro di molti miti della popolazione locale.

## Ecologia e ambiente
Il lago Oku è l'unico habitat conosciuto della rana Xenopus longipes. La circostante Foresta Kilum-Ijim è una riserva naturale istituita da BirdLife International e habitat di numerose specie rare.